# Onthophagus pugnax
Onthophagus pugnax är en skalbaggsart som beskrevs av Edgar von Harold 1868. Onthophagus pugnax ingår i släktet Onthophagus och familjen bladhorningar. Inga underarter finns listade i Catalogue of Life.